# 淺利遼太
淺利遼太（日语：／ Asari Ryōta，1985年6月4日—），日本男性配音員。賢Production所屬。出身於大阪府。身高173cm。B型血。

## 演出作品
※粗體字表示說明飾演的主要角色。

### 電視動畫
2007年
- 守護甜心！（2007～2008，冴木信子的經紀人、男子、工作人員、守衛 等）2系列

2008年
- （敏明）

2009年
- 簡單易懂的現代魔法

2010年
- 野狼大神與七位夥伴（男A）
- STAR DRIVER 閃亮的塔科特（松山浩）
- 嬌蠻貓娘大橫行（2010～2011，藝人B）

2011年
- 銀魂'（○×）
- 寶石寵物 Sunshine（2011～2012，黑田真砂、鱷魚山加克特、勝男、客A、馬戲團男子）
- 迷糊軟網社（白玉男子B）
- TIGER & BUNNY（男學生、市民）
- 魔術快斗（男子）
- 惡魔阿薩謝爾在召喚你。（トッキー）

2012年
- 創聖機械天使EVOL（操作員男子、男子）
- Another（辻井雪人）
- 足球騎士（選手B、男子C、琢磨淳、幸村拓、杉下、負責實況的高中生）
- 罪惡王冠（男學生）
- 女王之刃 叛亂（街人B）
- 黑魔女學園（鈴風沙也加的哥哥）
- 寶石寵物 Kira☆Deco！（鱷魚、蠅捕蜘蛛）
- JoJo的奇妙冒險（少年B）
- 探險托里蘭托（小孩）
- 花牌情緣（2012～2013，男子選手、戶田、實行委員）2系列
- 哆啦A夢 (水田山葵版)（2012～，廣播、弟子、青年、國中生2、竿竹屋店主）
- 鄰座的怪同學（村上）
- 忍者亂太郎（忍者）
- BRAVE10（壹丸）
- 神奇寶貝超級願望 Season2（巴吉爾水精靈、拳王）
- 戰鬥陀螺 鋼鐵奇兵 ZERO G（轉播員G、轉播員C）
- 魯邦三世 -名為峰不二子的女人-（警官[2]）
- 魯邦三世：東方見聞錄 ～Another Page～（日语：ルパン三世 東方見聞録 〜アナザーページ〜）（警官[3]）

2013年
- 革命機Valvrave（女井洋平、飛行員）
- 蠟筆小新（2013～2020，帥哥團B、社員B、父親）
- 進擊的巨人（訓練兵、側近兵、瓦爾茲）
- 紙箱戰機WARS（學生）
- 我的朋友很少NEXT（不良C）
- 神奇寶貝 THE ORIGIN

2014年
- 鋼彈創戰者TRY（游泳社少年、中水初中部游泳社社部長）
- 火星異種（萊安）
- 未來卡片 戰鬥夥伴（2014～2017，禍津金、賀屋岡士郎、金蛇秀水、死龍、五角騎龍魔刀米薩爾、堕天魔王路西法）3系列
- 神奇寶貝XY（龍二）
- 妖怪手錶（2014～2019，飯糰武士、迷惑車、生氣蜈蚣、聚雷神、土蜘蛛、帥哥、市名完 等）2系列

2015年
- 境界觸發者（2015～2016，小荒井登）

2016年
- 怪盗Joker（速水京太郎）
- 機動戰士鋼彈UC RE:0096（Neo吉翁兵）
- SHOW BY ROCK!!#（調査員）
- D.Gray-man HALLOW（阿爾瑪·卡爾瑪[4]）
- 刀劍亂舞 -花丸-（平野藤四郎、明石國行[5]）

2017年
- 清戀Seiren（七咲郁夫[6]）
- 海螺小姐

2018年
- 續 刀劍亂舞 -花丸-（平野藤四郎、明石國行、騷速劍[7]）
- 妖怪手錶 影之章（2018～2019，城田雄介、漫才師A、昇、右京、慎吾、正雄、大地 等）
- 付喪神出租中（鼬小僧）
- BORUTO -火影新世代- NARUTO NEXT GENERATIONS-（花崗）
- 未來卡片 神戰鬥夥伴（魔術歌手辛克[8]）

2020年
- 多美卡友情合體 Earth Granner（2020～2021，獸吼防衛機獸紅翼龍號）

2023年
- 咒術迴戰 第2期（新田新）

2024年
- 刀劍亂舞 廻 -虛傳 燃燒的本能寺-（平野藤四郎[9]）

### OVA
2007年
- OVA ToHeart2

2010年
- ToHeart2 adnext

2011年
- .hack//Quantum

2013年
- 機動戰士鋼彈UC
- 機動戰士鋼彈 第08MS小隊「三次元的戰鬥」（吉翁軍士兵）
- 暮蟬悲鳴時擴 ～Outbreak～（記者）

### 電影動畫
2010年
- 涼宮春日的消失（豐原昇[10]）

2011年
- 豆富小僧（日语：豆富小僧）
- 永恆的永遠（凱）

2013年
- 劇場版 怪傑佐羅利：守護恐龍蛋（戈茲）
- 蠟筆小新：超級美味！B級美食大逃亡!!（A級美食團的部下）

2014年
- 劇場版 妖怪手錶：誕生的秘密喵！（土蜘蛛）

2017年
- 劇場版 怪傑佐羅利：ZZ的秘密（警官）

2018年
- 蠟筆小新：功夫小子 ～拉麵大亂鬥～（帥哥）

2020年
- STAND BY ME 哆啦A夢 2（國中生）

### 網路動畫
- BeyWarriors：Cyborg（日语：ベイウォーリアーズ#Webアニメ）（2015年，尼克）

### 遊戲
2009年
- 弧光幻想曲（日语：アークライズファンタジア）
- 弧光之源3 獵眼妖精（日语：ルミナスアーク3 アイズ）

2010年
- 閃電十一人3 挑戰世界!!（不良C）

2011年
- 閃電十一人GO（2011～2013，牙山的部下、帝國學生A、中學男子、奧古洛斯）[注 1]
- 光輝同盟（日语：グロリア・ユニオン）（卡穆、亞裘·克拉弗）
- STAR DRIVER 閃亮的塔科特 銀河美少年傳說（松山浩）
- 最終幻想 零式（托基特·奧基那加、練習場的廣播）

2012年
- 亞迦雷斯特戰記Mariage（日语：アガレスト戦記 Mariage）（拉魯克[11]）

2013年
- 晨曦時，夢見兮 ～某些年～（日语：あさき、ゆめみし）（末那曉[12]）
- NORN9 命運九重奏
- 雷頓教授與超文明A的遺產（洛克斯）
- 地球防衛軍4（日语：地球防衛軍4）（2013～2015，特戰步兵隊隊員F）[注 2]

2014年
- 妖怪手錶2 元祖／本家／真打（2014～2018，斬鬼飯糰、迷路車、火爆蜈蚣、聚雷神、砂夫、牛面人、毛羽毛現、土蜘蛛、挑繩大神、W、社員、 等）12作品[注 3]

2015年
- 刀劍亂舞（平野藤四郎、明石國行、騷速劍、騷速之劍 模造品[13]）

2016年
- 傳頌之物 二人的白皇（夏斯里卡）
- 召喚夜想曲6 消逝的境界（拉裘[14]）

2017年
- 數碼寶貝物語 網路偵探 駭客追憶（天澤慶介）

2018年
- Sdorica（夏洛克[15]）

2021年
- WIND BOYS！（米谷茜[16]）

### 廣播劇CD
- 獸神空想御伽草子 第三卷（虎的夥伴）

### BLCD
- 背中合 Vol.2（伊藤）
- 僕三巴（山田狀大）
- 妄想2（佐川）
- 系列（入江）
  - 嫌（男學生）
  - 男
  - 人？
  - 彼
  - 素直

### 外語配音
※作品依英文名稱及英文原名排序。

#### 電影
- 絕命尬車2（Lists〈Fred Koehler 飾演〉）
- 哈利·波特：混血王子的背叛（少年2）
- 催眠師（英语：The Hypnotist (2012 film)）（Josef〈Jonatan Bökman 飾演〉）
- 鬼入鏡（Brad〈Seth Ginsberg 飾演〉）

#### 電視影集
- 惡魔島
- 聖女魔咒
- 犯罪心理 (第7季)
- 犯罪心理：嫌犯動機
- 靈感應（Andrew）
- 再見，老婆（聖民）
- 孟漢娜（Franky）
- 檀島警騎2.0
- 愛卡莉
- 金首露（少年時的伊珍阿豉王）
- 愛情雨
- 護士當家
- 善德女王（少年時的林宗）
- 舞動青春（Deuce Martinez／Harrison〈Adam Irigoyen 飾演〉）
- SKIP BEAT！華麗的挑戰
- 記憶神探
- 失蹤現場（Jake）

#### 動畫
- 探險活寶
- Ben 10
- 小醫師大玩偶（Teddy B.）
- 神秘小鎮大冒險（Waddles）
- 尖叫旅社（蒼蠅少年）
- 下一代復仇者：明日英雄（Azari）
- 星際大戰：複製人之戰 (2008年動畫)（Lux Bonteri）
- 宇宙小奇兵

### 數位漫畫
- VOMIC 帝一之國（石井桃太郎）

### 舞台
- Lit Klatch 朗讀劇場「華麗男公關偵探社（日语：ホス探へようこそ） episode2」（2009年10月3日，南大塚Hall）－萌木
- Lit Klatch 朗讀劇場03「Recovery」（2010年12月4、5日，Studio Cube326 ARC）
- 18番勝負第18回「汝、公正 『殺人被告事件』」（2013年12月12、14、15日，王子小劇場）－律師
- THE LIVE READING 武裝少女Machiavellianism（2017年1月27日、28日、29日，中目黑Kinkero Theater（日语：キンケロ・シアター））－納村不道[17]

## 音樂作品

### 角色歌曲
| 發行日期 | 標題                               | 名義 | 曲名                     | 備註                                             |
| 2016年   | 2016年                             | 2016年 | 2016年                   | 2016年                                           |
| -------- | ---------------------------------- | --- | ------------------------ | ------------------------------------------------ |
| 10月26日 | 刀劍亂舞 -花丸- 歌詠集其之二       | 前田藤四郎（入江玲於奈）、藥研藤四郎（山下誠一郎）、五虎退（谷雄太）、秋田藤四郎（山谷祥生）、亂藤四郎（山本和臣）、平野藤四郎（淺利遼太）、厚藤四郎（山下大輝） | 「花枝垂」               | 電視動畫《刀劍亂舞 -花丸-》片尾主題曲            |
| 11月23日 | 刀劍亂舞 -花丸- 歌詠集其之四       | 前田藤四郎（入江玲於奈）、鯰尾藤四郎（齊藤壯馬）、藥研藤四郎（山下誠一郎）、五虎退（谷雄太）、秋田藤四郎（山谷祥生）、亂藤四郎（山本和臣）、平野藤四郎（淺利遼太）、骨喰藤四郎（鈴木裕斗）、厚藤四郎（山下大輝）、博多藤四郎（大須賀純）、一期一振（田丸篤志）                                                                         | 「土八重」               | 電視動畫《刀劍亂舞 -花丸-》片尾主題曲            |
| 12月7日  | 刀劍亂舞 -花丸- 歌詠集其之五       | 笑面青江（間島淳司）與幽靈退散戰隊 | 「妖」                   | 電視動畫《刀劍亂舞 -花丸-》片尾主題曲            |
| 12月21日 | 刀劍亂舞 -花丸- 歌詠集其之六       | 愛染國俊（山下誠一郎）、螢丸（井口祐一）、明石國行（淺利遼太） | 「心馳」                 | 電視動畫《刀劍亂舞 -花丸-》片尾主題曲            |
| 2017年   |                                    | |                          |                                                  |
| 12月6日  | 『刀劍亂舞 -花丸-』歌詠全集        | 花丸刀劍男士一方 | 「花丸◎日和！ 47振ver.」 | 電影動畫《刀劍亂舞 -花丸- ～幕間回憶錄～》主題歌 |
| 2018年   |                                    | |                          |                                                  |
| 2月7日   | 續『刀劍亂舞 -花丸-』歌詠集 其之五 | 大和守安定（市來光弘）、加州清光（增田俊樹）、愛染國俊（山下誠一郎）、同田貫正國（櫻井徹）、鶴丸陀永（齊藤壯馬）、平野藤四郎（淺利遼太）、骨藤四郎（鈴木裕斗）、厚藤四郎（山下大輝） | 「花丸印日 ver.5」       | 電視動畫《續 刀劍亂舞 -花丸-》片頭主題曲         |
| 2月21日  | 續『刀劍亂舞 -花丸-』歌詠集 其之七 | 前田藤四郎（入江玲於奈）、鯰尾藤四郎（齊藤壮馬）、藥研藤四郎（山下誠一郎）、五虎退（谷雄太）、秋田藤四郎（山谷祥生）、亂藤四郎（山本和臣）、平野藤四郎（淺利遼太）、骨喰藤四郎（鈴木裕斗）、厚藤四郎（山下大輝）、博多藤四郎（大須賀純）、一期一振（田丸篤志）、後藤藤四郎（村田太志）、信濃藤四郎（小林裕介）、包丁藤四郎（宮田幸季） | 「鈴生時」               | 電視動畫《續 刀劍亂舞 -花丸-》片尾主題曲         |
| 3月7日   | 續『刀劍亂舞 -花丸-』歌詠集 其之九 | 大和守安定（市來光弘）、加州清光（增田俊樹）、螢丸（井口祐一）、明石國行（淺利遼太）、長曾禰虎徹（新垣樽助）、髭切（花江夏樹）、膝丸（岡本信彥）、數珠丸恒次（綠川光） | 「花丸印日 ver.9」       | 電視動畫《續 刀劍亂舞 -花丸-》片頭主題曲         |
| 3月14日  | 續『刀劍亂舞 -花丸-』歌詠集 其之十 | 大和守安定（市來光弘）、加州清光（増田俊樹）、太鼓鐘貞宗（高橋孝治）、不動行光（阪口大助）、小烏丸（保志總一朗）、大典太光世（浪川大輔）、（淺利遼太）、後藤藤四郎（村田太志） | 「花丸印日 ver.10」      | 電視動畫《續 刀劍亂舞 -花丸-》片頭主題曲         |
| 3月14日  | 續『刀劍亂舞 -花丸-』歌詠集 其之十 | 大典太光世（浪川大輔）、（淺利遼太） | 「閃刻印」               | 電視動畫《續 刀劍亂舞 -花丸-》片尾主題曲         |

## 腳註

## 外部連結
- 賢Production公式官網的聲優簡介 （页面存档备份，存于） （日語）
- 淺利遼太的X（前Twitter） （日語）